# 安德鲁伊大区
安德鲁伊大區是馬達加斯加的23個大區之一，位於該國南端，北面和東面是阿諾西大區，南接印度洋，西鄰阿齐穆-安德雷法纳大区，首府是安布文貝，下分4縣，面積19,317平方公里，2004年人口約476,600。
1. ↑  .   [2025-02-02]. （原始内容存档于2025-01-21）.
2. ↑   (PDF). Institut National de la Statistique Madagascar.   [May 23, 2020]. （原始内容 (PDF)存档于November 18, 2020）.
3. ↑  . hdi.globaldatalab.org.   [2018-09-13]. （原始内容存档于2018-07-22） （英语）.